# Batalha de Hastenbeck

A Batalha de Hastenbeck (26 de julho de 1757) foi travada no contexto da Invasão de Hanôver durante a Guerra dos Sete Anos, entre as forças aliadas de Hanôver, Hesse-Cassel (ou Hesse-Cassel) e Brunswick contra os franceses. Os aliados foram derrotados pelas tropas francesas perto de Hamelin, no Eleitorado de Hanôver.

## Prelúdio

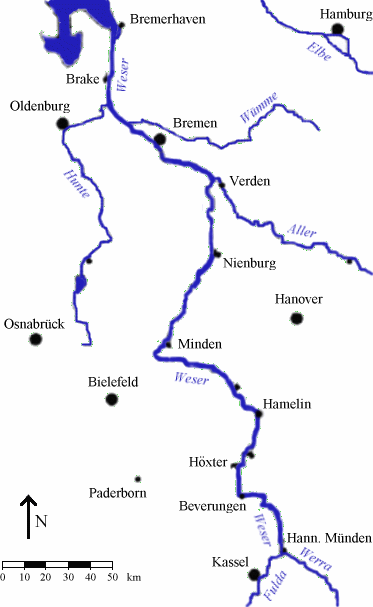
O rio Weser e as fortalezas de Hamelin, Minden, Nienburg e Bremen formavam uma linha natural de defesa.

Os franceses, aliados à Áustria, Rússia, Suécia e Saxônia durante a Guerra dos Sete Anos, invadiram a Alemanha em abril de 1757 com dois exércitos totalizando cerca de 100 000 soldados. O objetivo francês era distrair a Prússia, aliada do Reino da Grã-Bretanha e de Hanôver, do front na Boêmia, onde prussianos e austríacos já se enfrentavam em batalhas como Lobositz, Praga e Kolin.
Um dos exércitos franceses, comandado pelo Príncipe de Soubise, marchou pela Alemanha central e uniu-se ao Exército Imperial (ou "Reichsarmee"), liderado pelo príncipe von Hildburghausen, culminando posteriormente no encontro desastroso contra um exército prussiano na Batalha de Rossbach em 5 de novembro de 1757.
O outro exército francês, sob comando do Marechal Louis Charles d'Estrées, contava com cerca de 50 000 de infantaria, 10 000 de cavalaria e 68 canhões, avançando em direção ao Eleitorado de Hanôver. A Prússia, fortemente ocupada enfrentando seus inimigos Áustria, Rússia e Suécia, não podia auxiliar no fronte ocidental, cabendo essa tarefa ao Exército de Observação, com mínimo apoio prussiano (seis batalhões). A maior parte do contingente do Exército de Observação vinha do exército hanoveriano (cerca de 60%), e de Hesse (cerca de 25%), além de frações de Brunswick e Prússia, totalizando cerca de 30 000 infantes, 5 000 cavaleiros e 28 canhões. O comandante era William Augusto, duque de Cumberland, filho do rei Jorge II da Grã-Bretanha.
Hanôver recusou defender o Rio Reno, a oeste do Rio Weser. Isso forçou os prussianos a abandonar a fortaleza de Wesel e desistir da linha do Lippe em abril. Cumberland concentrou seu exército em Bielefeld, fazendo breve resistência em Brackwede, mas acabou atravessando o Weser ao sul de Minden, buscando usá-lo como defesa natural, dificultando a travessia dos franceses. Cumberland posicionou suas forças principais em Hamelin, alguns quilômetros a noroeste de Hastenbeck, deixando os seis batalhões prussianos como guarnição em Minden, mais patrulhas menores ao longo do Weser. Enquanto isso, os franceses enviaram um destacamento ao norte para capturar Emden, importante acesso britânico ao continente, em 3 de julho; e outro ao sul, tomando Kassel em 15 de julho.

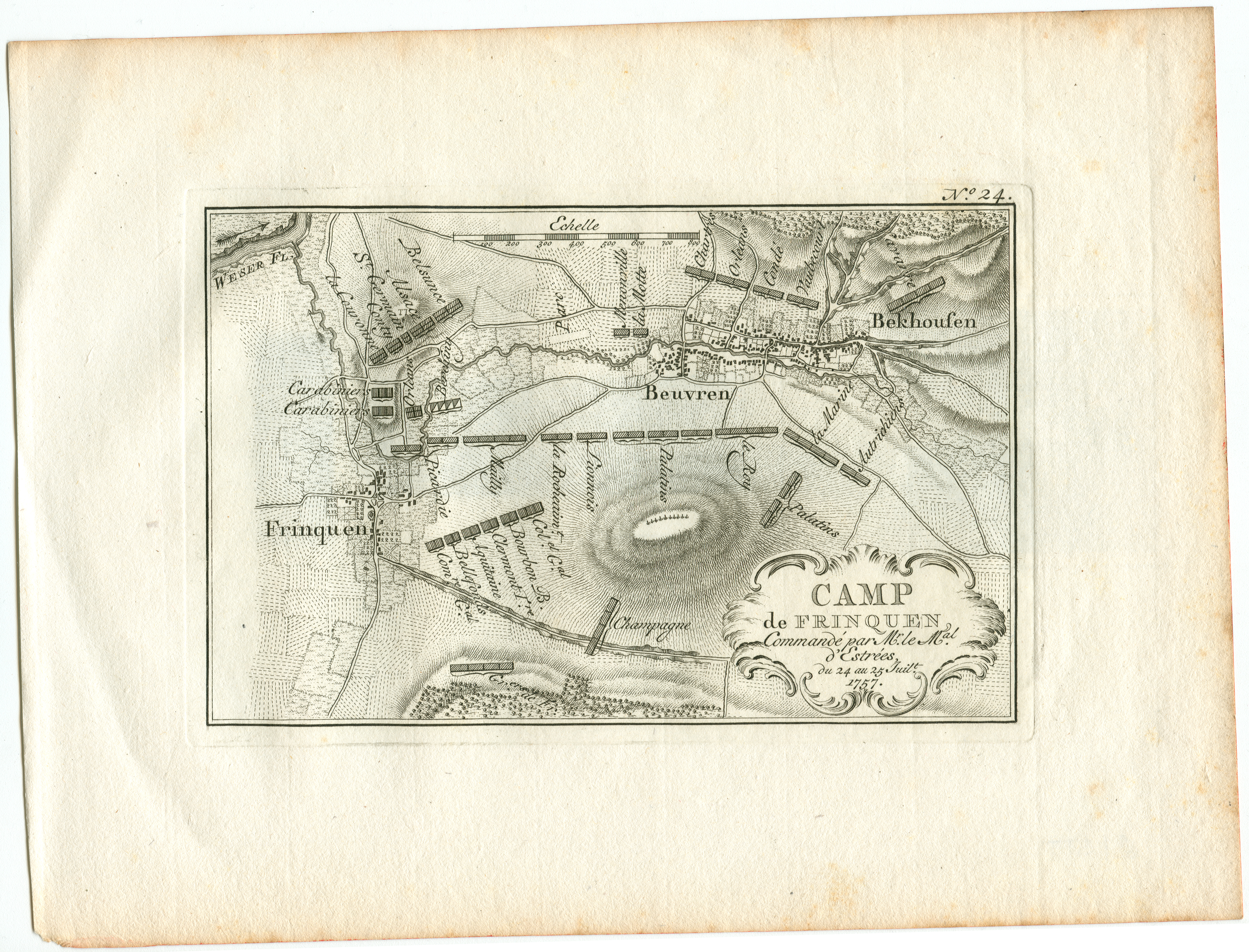
Acampamentos franceses de 24 a 25 de julho de 1757, perto de Frenke, em gravura de Jacob van der Schley

Na noite de 7 de julho, uma vanguarda francesa atravessou o Weser perto de Beverungen. Apesar de normalmente ser difícil atravessar o Weser, no verão o nível das águas baixava para cerca de 80 cm entre Münden e Hameln, permitindo a passagem de infantaria e cavalaria. As tropas avançaram ao norte, estabelecendo uma cabeça de ponte em Höxter. O exército principal atravessou o rio em 16 de julho, obrigando Cumberland a deslocar suas forças para o sul de Hamelin, a fim de enfrentar d'Estrées. Nesse momento, Frederick, o Grande, requisitou de volta os batalhões prussianos para reforçar a Prússia após a derrota em Kolin.

## A batalha
As tropas finalmente se confrontaram na manhã de 25 de julho perto da aldeia de Hastenbeck. O comandante francês do flanco direito, general François de Chevert, recebeu ordens de envolver as tropas hanoverianas em Voremberg, mas não conseguiu desalojá-las. Como a ala esquerda do exército francês, sob Duque de Broglie, ainda cruzava o Weser perto de Hameln, d'Estrées decidiu adiar o combate até que todas suas tropas chegassem.
No dia 26, o exército hanoveriano protegia uma linha de Hamelin até Voremberg. O flanco direito apoiava-se no rio Hamel e no córrego Hastenbach; o centro estava ao norte da cidade de Hastenbeck, com uma bateria de artilharia numa elevação ao fundo. A ala esquerda hanoveriana formava-se em duas baterias entrincheiradas, protegidas por batalhões de granadeiros, com ancoragem no monte Obensburg. O duque de Cumberland subestimou o local, julgando-o intransponível em formação, e deixou apenas três companhias de Jäger (caçadores) no topo, effectively deixando aquele flanco vulnerável.
General Chevert atacou o monte Obensburg com quatro brigadas (Picardy, la Marine, Navarre, Eu) em formação de colunas e rapidamente dominou os Jäger. Ao ver seu flanco ameaçado, Cumberland enviou reservas e os granadeiros que protegiam a artilharia para retomar o Obensburg. Com esses granadeiros agora ocupados, o centro hanoveriano perdeu sua principal defesa quando o grosso francês avançou. Apesar da forte resistência da grande bateria hanoveriana, ela acabou sendo invadida.
Enquanto isso, o contra-ataque hanoveriano momentaneamente inverteu a situação no Obensburg, mas como Cumberland já começara a retirar suas forças, esses soldados ficaram isolados e não puderam segurar a posição.

## Desfecho
A Batalha de Hastenbeck é considerada curiosa pois ambos os comandantes julgaram ter sido derrotados e começaram a recuar simultaneamente. No fim, resultou na Convenção de Klosterzeven em 18 de setembro e na ocupação de Hanôver. Durante o combate, Hastenbeck foi quase inteiramente arrasada: apenas a igreja, a casa paroquial e a granja local não foram destruídas.